# Wola Duża (przystanek kolejowy)
Wola Duża – zamknięty przystanek osobowy w Woli Dużej na linii kolejowej nr 66, w województwie lubelskim, w Polsce.